# Printzia polifolia
Printzia polifolia là một loài thực vật có hoa trong họ Cúc. Loài này được (L.) Hutch. miêu tả khoa học đầu tiên năm 1948.